# Фильоль, Хайме
Хайме Фильоль (исп. Jaime Fillol; род. 3 июня 1946, Сантьяго) — чилийский профессиональный теннисист.
- Двукратный финалист турниров Большого шлема в мужском парном разряде
- Победитель 21 турнира Гран-при и WCT в одиночном и парном разряде
- Финалист Кубка Дэвиса (1976 год) в составе сборной Чили
- Лауреат награды ATP за спортивное поведение (1979)
- Президент АТР в 1979—1980 годах

## Спортивная карьера
В 1967 и 1968 годах Хайме Фильоль, выступавший за сборную университета Майами, включался в символическую любительскую сборную Северной Америки. В 1967 году он стал финалистом студенческого чемпионата Северной Америки, одержав 23 победы подряд и получив травму колена накануне решающего матча с представлявшим университет Южной Калифорнии Бобом Лутцем. Тем не менее Лутцу для победы в чемпионате понадобились все пять сетов.
Ещё в ходе учёбы Фильоль выиграл несколько любительских турниров в США, как в одиночном, так и в парном разряде, включая чемпионат Флориды в 1966 году. После начала Открытой эры он стал частым участником финалов открытых для профессионалов теннисных турниров, уже в 1968 году пробившись в финал крупного открытого турнира в Цинциннати в паре с мексиканцем Хоакином Лойо-Майо. Первую победу на открытом турнире Фильоль одержал через год в Буэнос-Айресе, выиграв с соотечественником Патрисио Корнехо Открытый чемпионат Южной Америки. В 1971 году он выиграл свой первый открытый турнир в одиночном разряде.
В начале 1970-х годов Корнехо и Фильоль входили в число сильнейших пар мира, хотя редко завоёвывали титулы. На Открытом чемпионате Франции 1972 года они были посеяны шестыми, но, переиграв в четвертьфинале третью сеяную пару Александр Метревели-Сергей Лихачёв, дошли до финала, где в четырёх сетах уступили первой паре мира, многоопытным Фрю Макмиллану и Бобу Хьюитту. Через два года чилийская пара снова дошла до финала на турнире Большого шлема - на сей раз на Открытом чемпионате США. Корнехо и Фильоль, посеянные восьмыми, победили в полуфинале в упорной борьбе первую пару турнира Джон Ньюкомб-Тони Роч, но в финале не смогли противостоять хозяевам корта — посеянным вторыми Бобу Лутцу и Стэну Смиту. Корнехо и Фильоль также участвовали в полуфинальных матчах Открытого чемпионата США 1970 года и Уимблдонского турнира 1972 года и пять раз доходили на турнирах Большого шлема до четвертьфиналов. В 1976 году Фильоль и Корнехо, составлявшие костяк сборной Чили, вывели её из Американской зоны в межзональный плей-офф, где решалась судьба путёвок в финальный матч за главный трофей турнира. После отказа советской сборной от матча в Сантьяго по политическим соображениям, чилийцы стали финалистами, но в финале на своём корте проиграли команде Италии.
В конце 1970-х годов Хайме Фильоль несколько лет выступал в паре со своим младшим братом Альваро. С этим партнёром он не добивался таких успехов в турнирах Большого шлема, но на менее высоком уровне братья Фильоли шесть раз участвовали в финалах, четыре из которых выиграли. В начале 80-х годов Хайме Фильоль добавил в свою коллекцию титулов в парном разряде ещё четыре с тремя разными партнёрами. В одиночном разряде его лучшим результатом за карьеру в турнирах Большого шлема стал четвертьфинал на Открытом чемпионате США 1975 года, куда он пробился после победы над седьмой ракеткой турнира Тони Рочем, проиграв в итоге посеянному вторым Гильермо Виласу. В турнирах профессиональных туров Гран-при и WCT он завоевал в общей сложности шесть титулов и ещё 12 раз проигрывал в финалах. Среди соперников, которых ему удавалось обыграть за годы карьеры, были Род Лейвер, Мануэль Орантес, Артур Эш, Том Оккер и Стэн Смит.
Последние игры за сборную Чили Фильоль провёл в 1983 году, в общей сложности сыграв за неё в 28 матчах и одержав 31 победу в 42 играх (22 победы в одиночном и 9 в парном разряде). В стартовый день последнего матча Фильоля за сборную ему было 37 лет и 119 дней, и он до настоящего времени остаётся самым возрастным игроком, выступавшим за чилийскую команду. В 1973 году Фильоль и Корнехо в игре с американцами Лутцем и Смитом установили рекорд Кубка Дэвиса по числу геймов в сете (76) и матче (122), также остающийся непобитым до настоящего времени. В 1982 году Фильоль завоевал свой последний титул в одиночном разряде, а в 1983 году — в парном, окончательно завершив выступления летом 1984 года.
В 1979 году Хайме Фильоль был удостоен награды ATP за спортивное поведение. В 1979 и 1980 годах он занимал пост президента Ассоциации теннисистов-профессионалов (АТР).

## Участие в финалах турниров Большого шлема в мужском парном разряде (0+2)
Поражения (2)
| №  | Год  | Турнир                     | Покрытие | Партнёр          | Соперники в финале       | Счёт в финале      |
| -- | ---- | -------------------------- | -------- | ---------------- | ------------------------ | ------------------ |
| 1. | 1972 | Открытый чемпионат Франции | Грунт    | Патрисио Корнехо | Фрю Макмиллан Боб Хьюитт | 3-6, 6-8, 6-3, 1-6 |
| 2. | 1974 | Открытый чемпионат США     | Трава    | Патрисио Корнехо | Боб Лутц Стэн Смит       | 3-6, 3-6           |

## Титулы в турнирах Гран-при и WCT

### Одиночный разряд (6)
| №  | Дата            | Турнир                     | Покрытие | Соперник в финале | Счёт в финале      |
| -- | --------------- | -------------------------- | -------- | ----------------- | ------------------ |
| 1. | 24 июля 1971    | Клеммонс, С. Каролина, США | Хард     | Желько Франулович | 4-6, 6-4, 7-6      |
| 2. | 12 августа 1973 | Клеммонс (2)               |          | Джеральд Баттрик  | 6-2, 6-4           |
| 3. | 25 мая 1975     | Дюссельдорф, ФРГ           | Грунт    | Ян Кодеш          | 6-4, 1-6, 6-0, 7-5 |
| 4. | 8 февраля 1976  | Дейтон, Огайо, США         | Ковёр(i) | Эндрю Паттисон    | 6-4, 6-7, 6-4      |
| 5. | 23 февраля 1981 | Мехико, Мексика            | Грунт    | Дэвид Картер      | 6-2, 6-3           |
| 6. | 22 ноября 1982  | Салвадор, Баия, Бразилия   | Ковёр    | Рикардо Акунья    | 7-6, 6-4           |

### Парный разряд (15)
| №   | Дата            | Турнир                           | Покрытие | Партнёр          | Соперники в финале               | Счёт в финале |
| --- | --------------- | -------------------------------- | -------- | ---------------- | -------------------------------- | ------------- |
| 1.  | 11 ноября 1969  | Буэнос-Айрес, Аргентина          | Грунт    | Патрисио Корнехо | Фрю Макмиллан Рой Эмерсон        | Без игры      |
| 2.  | 1 сентября 1970 | Саут-Ориндж, Нью-Джерси, США     | Хард     | Патрисио Корнехо | Род Лейвер Андрес Химено         | 3-6, 7-6, 7-6 |
| 3.  | 17 марта 1972   | Каракас, Венесуэла               | Хард     | Патрисио Корнехо | Джим Макманус Мануэль Орантес    | 6-4, 6-3, 7-6 |
| 4.  | 21 апреля 1975  | Шарлотт, С. Каролина, США        | Грунт    | Патрисио Корнехо | Брайан Фэрли Исмаил эль-Шафей    | 6-3, 5-7, 6-4 |
| 5.  | 10 февраля 1976 | Торонто, Канада                  | Ковёр(i) | Фрю Макмиллан    | Александр Метревели Илие Настасе | 6-7, 6-2, 6-3 |
| 6.  | 18 августа 1977 | Индианаполис, США                | Грунт    | Патрисио Корнехо | Дик Крили Клифф Летчер           | 6-7, 6-4, 6-3 |
| 7.  | 14 ноября 1977  | Сантьяго, Чили                   | Грунт    | Патрисио Корнехо | Генри Банис Пол Макнами          | 5-7, 6-1, 6-1 |
| 8.  | 24 апреля 1978  | Лас-Вегас, США                   | Хард     | Альваро Фильоль  | Рауль Рамирес Боб Хьюитт         | 6-3, 7-6      |
| 9.  | 19 ноября 1978  | Богота, Колумбия                 | Грунт    | Альваро Фильоль  | Ганс Гильдемайстер Виктор Печчи  | 6-4, 6-3      |
| 10. | 5 ноября 1979   | Кито, Эквадор                    | Грунт    | Альваро Фильоль  | Хайро Веласко Иван Молина        | 6-7, 6-3, 6-1 |
| 11. | 10 марта 1980   | Сан-Хосе, Коста-Рика             | Хард     | Альваро Фильоль  | Ананд Амритрадж Ник Савиано      | 6-2, 7-6      |
| 12. | 13 октября 1980 | Тайбэй, Тайвань                  | Ковёр(i) | Росс Кейс        | Энди Кольберг Ларри Стефанки     | 6-2, 7-6      |
| 13. | 20 октября 1980 | Открытый чемпионат Японии, Токио | Грунт    | Росс Кейс        | Терри Мур Элиот Телчер           | 6-3, 3-6, 6-4 |
| 14. | 1 ноября 1982   | Кито (2)                         | Грунт    | Педро Ребольедо  | Иган Адамс Рокки Ройер           | 6-2, 6-3      |
| 15. | 31 января 1983  | Каракас (2)                      | Хард     | Стэн Смит        | Андрес Гомес Илие Настасе        | 6-7, 6-4, 6-3 |

## Участие в финалах Кубка Дэвиса за карьеру (0+1)
Поражение (1)
| Год  | Место проведения | Команда                                | Соперники                                                      | Счёт |
| ---- | ---------------- | -------------------------------------- | -------------------------------------------------------------- | ---- |
| 1976 | Сантьяго, Чили   | Чили: П. Корнехо, Б. Пражу, Х. Фильоль | Италия: К. Барадзутти, П. Бертолуччи, А. Зугарелли, А. Панатта | 1:4  |